# Município de Bistrica
Bistrica é um ex-município localizado na atual Macedônia do Norte.